# Giro di Romagna 2001
Il Giro di Romagna 2001, settantaseiesima edizione della corsa, si svolse il 9 settembre 2001 su un percorso di 196 km. La vittoria fu appannaggio dell'italiano Davide Rebellin, che completò il percorso in 4h48'54", precedendo i connazionali Daniele Nardello e Ruggero Borghi.
Sul traguardo di Lugo 38 ciclisti, su 153 partiti dalla medesima località, portarono a termine la competizione.

## Ordine d'arrivo (Top 10)
| Pos. | Corridore         | Squadra                      | Tempo    |
| ---- | ----------------- | ---------------------------- | -------- |
| 1    | Davide Rebellin   | Liquigas-Pata                | 4h48'54" |
| 2    | Daniele Nardello  | Mapei-Quick Step             | s.t.     |
| 3    | Ruggero Borghi    | Tacconi Sport-Vini Caldirola | s.t.     |
| 4    | Serhij Hončar     | Liquigas-Pata                | a 22"    |
| 5    | Alessandro Guerra | Alexia Alluminio             | s.t.     |
| 6    | Denis Lunghi      | Team Colpack-Astro           | s.t.     |
| 7    | Dmitrij Konyšev   | Fassa Bortolo                | s.t.     |
| 8    | Alberto Ongarato  | Mobilvetta-Formaggi Trentini | s.t.     |
| 9    | Paolo Lanfranchi  | Alexia Alluminio             | s.t.     |
| 10   | Mauro Radaelli    | Tacconi Sport-Vini Caldirola | s.t.     |